# برد فیدل
برد فیدل (به انگلیسی: Brad Fiedel) متولد ۱۰ مارس ۱۹۵۱ در نیویورک سیتی، یک آهنگساز فیلم است که بیشتر به عنوان سازندهٔ موسیقی متن فیلم‌های نابودگر و نابودگر ۲: روز داوری شناخته می‌شود. او کارش را در این زمینه در اواخر دههٔ ۱۹۷۰ شروع کرد و به طور گسترده برای فیلم‌های تلویزیونی و فیلم‌های سینمایی کوچک موسیقی می‌نوشت تا اینکه جیمز کامرون او را استخدام کرد تا برای فیلم علمی تخیلی نابودگر موسیقی متن بسازد و در دههٔ ۱۹۸۰ و بعد از آن هم بر روی چندین فیلم موفق عمدتاً در ژانر اکشن و مهیج کار کرد و در استفاده از سازهای الکترونیک و سینتی سایزر پیشرو بود.